# Astypalaia, Dimos Astypalaia
Astypalaia är en kommunhuvudort i Grekland.   Den ligger i prefekturen Nomós Dodekanísou och regionen Sydegeiska öarna, i den sydöstra delen av landet, 280 km sydost om huvudstaden Aten. Astypalaia ligger 46 meter över havet och antalet invånare är 1 129. Den ligger på ön Nísos Astypálaia.
Terrängen runt Astypalaia är huvudsakligen kuperad, men österut är den platt. Havet är nära Astypalaia åt sydost.